# Cs. Szabó Kálmán
Cs. Szabó Kálmán (csekefalvi Szabó Kálmán) (Székelyudvarhely, 1878. május 17. – Budapest, Józsefváros, 1952. január 28.) író, a Nemzeti Lovarda igazgatója 1923 és 1945 között.

## Életpályája

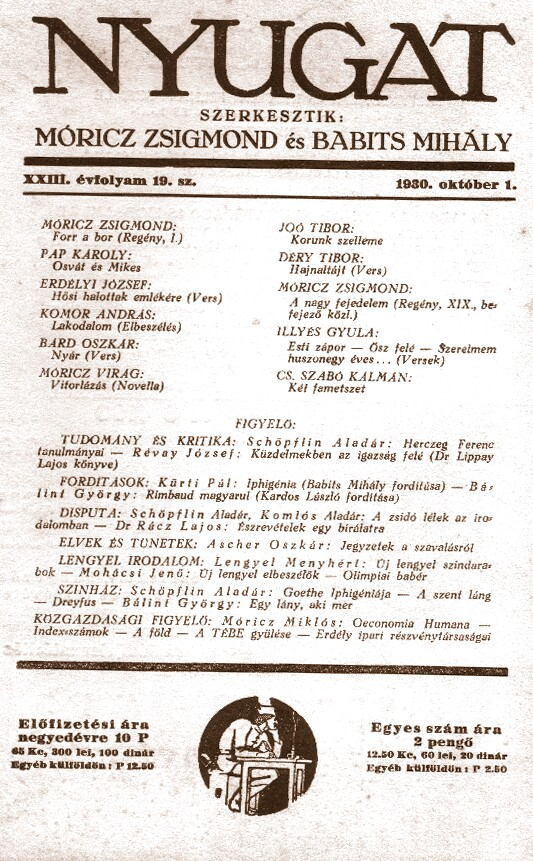
Cs. Szabó Kálmán publikációja a Nyugatban, 1930, 19. szám

Középnemesi családban. Apja Cs. Szabó Károly huszártiszt (Garibaldi seregét is megjárta), de később polgári állást választott magának, és ügyvédként tevékenykedett. Anyja patakfalvi Ferenczy Júlia (szintén székely nemesi családból).
Székelyudvarhelyen végezte az elemi iskolát. Apja 54 éves korában meghalt 1892-ben. Cs. Szabó Kálmánnak Kolozsvárra kellett mennie, és ott érettségit tett gazdasági és kereskedelmi ismeretekből. Színészként próbált elhelyezkedni, de anyja ellenezte ezt, fia azonban nem helyezkedett el a banki szférában. Próbálkozott még a színészettel, de felhagyott vele. Kolozsváron 1901-ben fejezte be egyetemi tanulmányait.
Írói pályája Bede Jób támogatásával indult, később Barcsay Domokos is egyengette pályáját (általa ismerte meg Mikszáth Kálmánt). Első könyve az Ifjú gróf története, amely az Athenaeum kiadásában jelent meg. Második regénye a Rajongó, amelyet a Tévesztett utakon követett. Több újságban is jelentek meg cikkei, például a Nyugatban vagy a Pesti Hírlapban, továbbá 1909-től szerkesztője a Magyar Közélet című politikai hetilapnak. Alapítója és főszerkesztője a Nímród című vadászújságnak (1913), amit azért hozott létre, mert szenvedélyes vadász volt.
Az első világháborúban huszártisztként szolgált, majd a frontról haza kerülve fuvarozó céget alapított, amely a hadseregnek szállított. 1919-ben gróf Teleki Sándorral fogalmazták meg azt az elképzelést a Nemzeti Lovardáról, ami a Horthy-korszakban majd jellemzi. Gróf Andrássy Géza (a Nemzeti Lovarda elnöke) ajánlására lett a lovarda igazgatója, és fizetés nélkül vállalta el ezt a posztot (1923. december). Több száz lovas eseményt szerveztek, amelyeknek nemzetközi elismerése is volt.
Szenvedélyes vadászként rengeteg vadászaton vett részt. A vadászatokon az arisztokrácia soraiból és a Honvédség tisztikarából is szerzett barátokat. Filmeket is rendezett a vadászatokról, azonban a 2. világháború pusztítása miatt csak egy filmje maradt meg.

## Családja
Két házasságából két fiúgyermeke született. Az első házasságából, Hann Jozefinnel született Cs. Szabó László író. Második házasságából, Bedő Ilonával született Cs. Szabó Károly. További ismert rokona Cs. Szabó Ilona nevű testvérének unokája, Kelemen András, volt országgyűlési képviselő.